# Puffball (musikalbum)
Puffball är det svenska punkrockbandet Puffballs självbetitlade debutalbum, utgivet 1996 på Burning Heart Records.

## Låtlista
1. "Whiningland"
2. "Do It All Again"
3. "So Where's Your Vision"
4. "Think for Myself"
5. "Stuck"
6. "Holiday on Ice"
7. "Blacksick"
8. "Starecase"

## Medverkande musiker
- Magnus Forsberg - trummor
- Daniel Hojas - bas
- Mikael Tossavainen - gitarr, sång

### Fotnoter
1. ↑  ”Puffball”. Discogs.com. http://www.discogs.com/Puffball-ST/release/2007642. Läst 13 april 2012.